# Sylvilagus dicei
Sylvilagus dicei е вид бозайник от семейство Зайцови (Leporidae).

## Разпространение
Видът е разпространен в Коста Рика и Панама.